# 甲斐麻美
甲斐 麻美（かい あさみ、1987年1月9日 - ）は、日本のYouTuberであり、プレシアに所属した女優。ナチュラリスト。
熊本県熊本市出身。熊本国府高等学校卒業。既婚。

## 略歴
高校3年生の時、熊本・久留米地域で募集のあった映画のオーディションに応募。期限を勘違いしていて、応募した時には既に締め切りが過ぎていたが、これがきっかけで事務所にスカウトされる。
2005年、スーパー戦隊シリーズ『魔法戦隊マジレンジャー』に小津麗 / マジブルー役で出演。2006年、初の写真集『KAILAND』を発売。
2009年をもって芸能活動を引退。カフェ・ケーキづくりの勉強をするためにお店で働きながら学んでいたが、2012年6月13日に更新した自身のブログで、年の離れた男性と結婚したことを公表した。
2016年の熊本地震で被災し自宅が全壊、同時に夢の実現であった熊本市内のカフェは開店から半年で閉店となった。しかし家族はペットも含め全員無事で、同年8月末に新居に引っ越したことなどを同時期の自身のTwitterで報告した。
2020年より、夫と共にYouTubeチャンネルを開設。

## 人物
- 幼少期は『恐竜戦隊ジュウレンジャー』、『忍者戦隊カクレンジャー』を視聴していたという。
- 小4の時にインフルエンザで42℃の高熱を出して死にかけたが、以後は元気である[5]。

## 出演

### テレビドラマ
- 魔法戦隊マジレンジャー（2005年2月13日 - 2006年2月12日、テレビ朝日） - 小津麗 / マジブルー 役
- がきんちょ〜リターン・キッズ〜（2006年7月31日 - 9月29日、TBS） - 蒼井風花 役
- 女子アナ一直線!（2007年7月2日 - 9月24日、テレビ東京系） - 花村やよい 役

### 映画
- 魔法戦隊マジレンジャー THE MOVIE インフェルシアの花嫁（2005年9月3日、東映）  - 小津麗 / マジブルー 役
- 学校の階段（2007年4月28日、アンプラグド） - 天ヶ崎泉 役
- 妄想少女オタク系（2007年12月8日、ドーガ堂） - 主演・浅井留美 役
- カクトウ便（2008年3月29日、クレイ） - 角田ゆき 役

### オリジナルビデオ
- 魔法戦隊マジレンジャーVSデカレンジャー（2006年3月10日、東映ビデオ） - 小津麗 / マジブルー 役
- 超忍者隊イナズマ!（2006年6月21日、東映ビデオ） - かぐや 役

### CM
- 富士重工業 インプレッサ「いいじゃない篇」（2006年）
- 中国銀行（2007年）

## 作品

### 写真集
- KAILAND（2006年3月25日、ワニブックス、撮影：矢西誠二）ISBN 4847029275
- フォトエッセイ「甲斐麻美 19」（2006年6月6日、竹書房、撮影：井上貫之）ISBN 4812427525
- Birth（2007年5月27日、ワニブックス、撮影：TakeoDec.）ISBN 9784847040153
- Feel（2009年4月1日、彩文館出版、撮影：松田忠雄）ISBN 9784775603819

### DVD
- KAILAND DVD（2006年6月24日、ワニブックス）
- ナツアサミ（2007年7月27日、ワニブックス）
- MY SWEET ANGEL（2007年10月26日、角川エンタテインメント)
- Natural Smile 21st ASAMI（2008年9月19日、フォーサイド・ドット・コム）
- Beautiful Days（2008年12月15日、ラインコミュニケーションズ）
- love trip（2009年4月24日、竹書房）
- Eternity（2009年7月24日、彩文館出版）

### その他
- 甲斐麻美オフィシャルカードコレクション 〜Natural Smile〜（2005年6月25日、さくら堂）
- 甲斐麻美オフィシャルカードコレクション「Smile Again」（2008年5月31日、さくら堂）